# بغابوخش (مگابازوس)

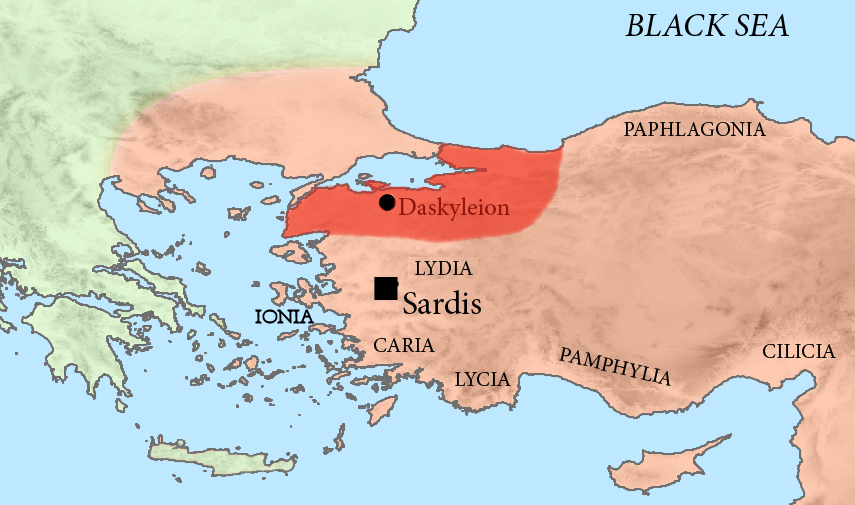
مگابازوس ساتراپ فریگیه هلسپونت شد.

بغابوخش (پارسی باستان: بغابوخشBagavazdā یا Bagabāzu), یا تلفظ یونانی باستان: Μεγαβάζος) مگابازوس، پسر مگاباتس، یک سردار بسیار معروف پارسی-درجه او برابر با ارتشبد امروزی)فرمانده ده هزار جنگجوی پارسی(پیشتر فرمانده گارد جاویدان بود بعدها به فرماندهی نیروهای نظامی ایران هخامنشی در اروپا برگزیده شد و پیروزی های مهمی کسب کرد وی  هم عصرداریوش بزرگ و پسر عموی درجه اول وی بود. بیشتر اطلاعات دربارهٔ او از کتاب تاریخ هرودوت نوشته هرودوت به دست ما رسیده است.

## لشکرکشی به سرزمین سکاها (۵۱۳ پیش از میلاد)
بغابوخش در سال ۵۱۳ پیش از میلاد در جریان لشکرکشی به سرزمین سکاهای اروپایی، رهبری ارتش پادشاه ایران داریوش بزرگ را بر عهده داشت. پس از اینکه این کار بدون نتیجه متوقف شد، بغابوخش به عنوان فرمانده کل ارتش هشتاد هزار نفری در اروپا باقی ماند و مأموریت داشت شهرهای یونانی در هلسپونت را تحت سلطه خود درآورد. سپاهیان ایرانی ابتدا تراکیه غنی از طلا را پس از تصرف پرینتوس و شهرهای ساحلی یونان تحت سلطه خود درآوردند و سپس قدرتمندان پایونی‌ها را شکست دادند که بسیاری از آنها را به فریگیه تبعید کرد.

## مقهور کردن مقدونیه
در آخر مگابازوس فرستاده‌ای به نزد امونتاس یکم شاه مقدونیه فرستاد، که خواستار پذیرش سلطه ایرانیان بر مقدونیه بود. مقدونیه این درخواست را پذیرفت. مگابازوس هدیه آب و زمین را از امونتاس دریافت کرد، که نماد تسلیم آنها به شاهنشاهی هخامنشی بود.
وقتی اعضای هیئت پارسی زنان مقدونی را مسخره کردند، اختلاف نظرها به وجود آمد. شاهزاده ااسکندر یکم با قتل چندین دیپلمات پارسی و پیروان آنها به این واکنش نشان داد. این مناقشه بعد از ازدواج بوبراندا پسر مگابازوس با پرنسس مقدونی گیگایا دختر امونتاس حل شد. بعد از بازگشت او به آسیای کوچک، ساتراپی فریگیه هلسپونت را به دست آورد.

## رقابت با هیستیاسوس
مگابازوس به هیستیاسوس، مستبد ملط، مشکوک بود و به داریوش توصیه کرد که برای مراقبت بیشتر او را به شوش بیاورد. معلوم شد که سوءظن او درست بوده و هیستساسوس در شهری که قبلاً در آن فرمانروایی می‌کرد، شورشی را آغاز کرد و بعد از آن علیه پارسیان به یونانیان پیوست. هوتن (پسر سیسامنس) جانشین مگابازوس در فرماندهی نیروهای پارسی بود.

## پسران
- اوبارس: در سال ۴۹۳ پیش از میلاد ساتراپ فریگیه هلسپونت شد.
- بوبرادا: یکی از مهندسین سازنده کانال خشایارشا
- مگاباتس: فرمانده ناوگان دریایی و در سال ۴۷۰ پیش از میلاد ساتراپ فریگیه هلسپونت شد. او فرمانده ناوگان هخامنشیان بود که علیه ناکسوس در سال ۴۹۹/۵۰۰ قبل از میلاد حرکت کرد.
- فرنداتیس: در حدود سال ۴۸۵ پیش از میلاد به عنوان ساتراپ مصر درگذشت.